# Historia de Éibar
El pueblo de Éibar es un municipio de la provincia de Guipúzcoa en el País Vasco (España). Es un pueblo netamente industrial ligada a la manufactura del hierro y en particular a la producción de armas de fuego. Esta característica le ha valido ser conocida como Pueblo Armero (en el periodo en el que fue villa, se la conocía como la Villa Armera). De vocación liberal, ha sido considerada como capital de socialismo vasco, el cual se desarrolló profundamente en la primera mitad del siglo XX, culminando con la proclamación de la Segunda República Española, que se produjo en la entonces villa de Éibar el 14 de abril de 1931 siendo la primera población española en hacerlo y adelantándose a las principales ciudades del estado. Este hecho le sirvió para que se le otorgara el título de Muy Ejemplar Ciudad. 
Destruida en la guerra civil española, permaneciendo en el frente desde septiembre de 1936 hasta abril de 1937, fue declarada "región devastada" y reconstruida dentro del plan de regiones devastadas desarrollado después del conflicto por el gobierno del general Franco.  En las décadas de los años 50 y 60 del siglo XX experimentó un fuerte crecimiento económico basado en su actividad industrial, crecimiento que fue acompañado de un incremento de población muy significativo, pasando en pocos años de escasos 15.000 habitantes a más de 40.000 y desarrollándose un urbanismo característico que entremezcla instalaciones industriales con residenciales, con desarrollos verticales importantes, tanto en la arquitectura industrial como residencial, y una expansión marcada por la orografía que obligó a la realización de fuertes desmontes, accesos complicados (mitigados después mediante medios mecánicos) y la cubrición en su práctica totalidad del río que recorre la población, el río Ego.

Bandera de Éibar.

## Antes de su fundación
Los yacimientos prehistóricos hallados en la zonas de Kalamua y Akondia junto con la estación megalítica de Placencia-Elosua que cubre el cordal entre Karakate e Irukurutzeta, lo que antiguamente se llamaba Mazelaegi, atestiguan la presencia humana en la zona donde se encuentra Éibar en el Eneolítico, sobre el III milenio antes de Cristo.
El valle del Deba fue territorio caristio a la llegada de los romanos a la Península (el euskera hablado en este lugar es la variante vizcaína que coincide, aproximadamente, con la ocupación territorial de los Caristios). Los romanos englobaron al bajo Deva en el conventus de Clunia. Esta estructura política perduró a través de la historia hasta las modificaciones introducidas en tiempo de los visigodos en el que toda el área recibió el nombre de Cantabria. Su industria armera recibía el nombre de Reales Fábricas de Armas de Cantabria.
La ubicación de las comarcas del Deva como límite territorial con el Señorío de Vizcaya dio el nombre a la zona de Marquina haciendo referencia a la característica de marca que ejercía. El territorio que comprendía los actuales municipios de Placencia de las Armas y Elgóibar era conocido como Marquina de Yuso mientras que el valle del Ego como Marquina de Suso tal como en 1335 el Diccionario Histórico Geográfico de Guipúzcoa señala cuando indicaba que Éibar era en su origen una anteiglesia ubicada en el valle de Marquina de Suso y que tenía el concepto de monasterial; y por esto se le llamaba monasterio de San Andrés.
Este territorio estuvo adscrito durante algún tiempo a la comarca del Duranguesado que pertenecía al reino de Pamplona Nájera (el que posteriormente sería el reino de Navarra), tal como atestigua un documento de 1053,

omite Munio Sançis in Turankoregnante rege Garsea in Pampilona et in Najera et in Alaba et in Castella Vetula...

En las diversas disputas territoriales entre los reinos de Navarra y Castilla en 1179 se realiza un tratado de paz en el cual queda incluida la zona de Marquina del valle del bajo Deba en el Duranguesado, así dice:

Insuper ego idem Adefonsus, rex Castelle, quitavi vobis Sancio, regi Navarre, el successoribus vestris, Alavam in perpetuum pro vestro regno, scilicet de Ichiar et de Durango, intus existentibus...

El año 1200 el rey castellano Alfonso VIII adquiere el control del Duranguesado e integra esta parte en Guipúzcoa, mientras que el resto lo cede al Señor de Vizcaya don Diego López de Haro. El valle del Deva queda dominado por los señores locales como los Unzueta de Éibar, Olaso de Elgóibar o Guebara de Oñate. 
Las primeras noticias que hay sobre Éibar datan del año 1193 y hacen referencia a la casa de los señores de Unzueta relacionada con el bando oñacino en la contienda de bandos. En 1267 se hace referencia a la cesión del patronato de la parroquia a los señores de Olaso de la vecina localidad de Elgóibar por parte del rey Alfonso X el Sabio.

## Edad Media y Moderna

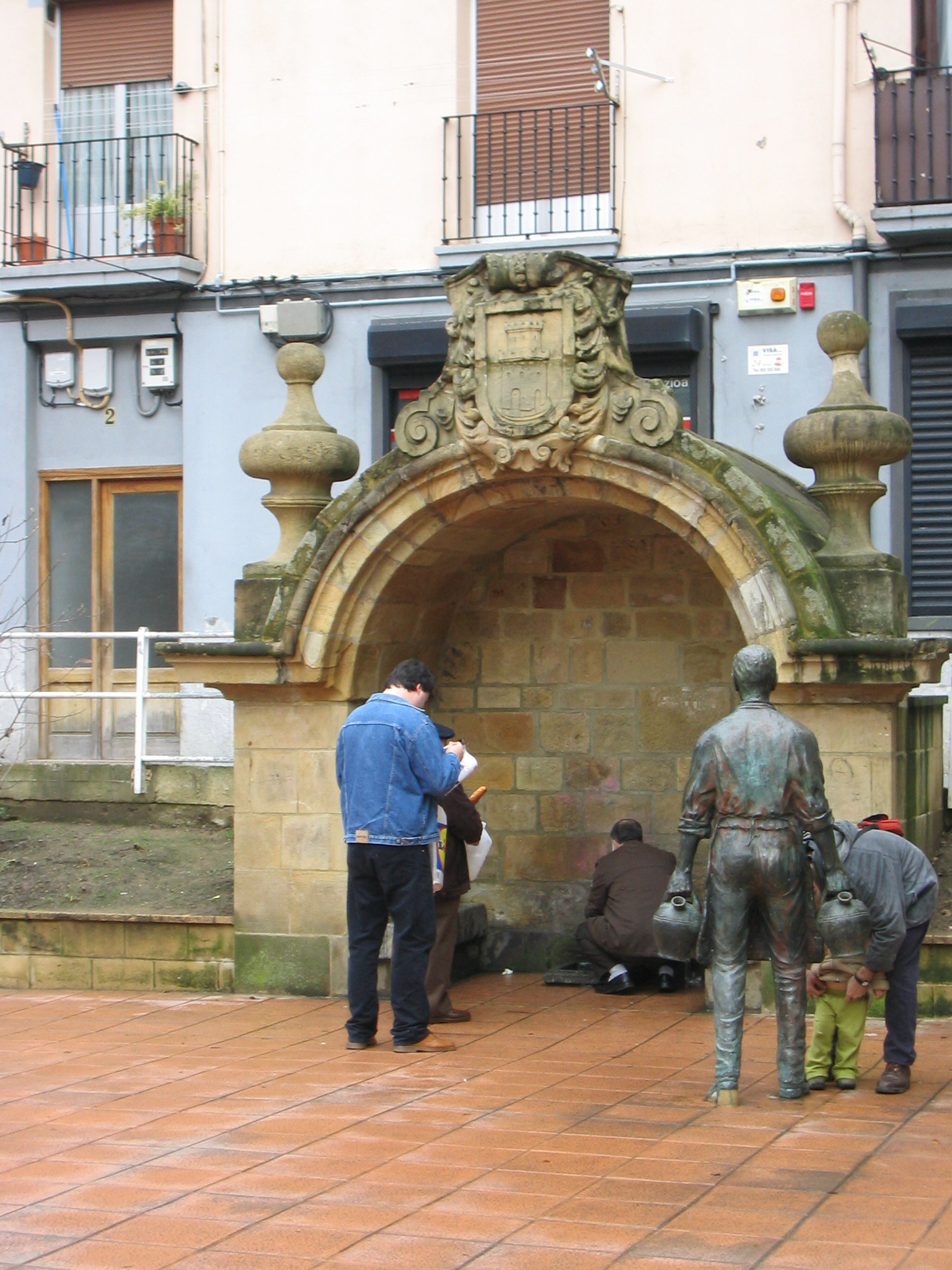
Fuente de Urkizu.

El rey Alfonso XI de Castilla, El Justiciero, extendió en Jaén una Carta Puebla a petición de los eibarreses, que otorgaba a la villa de Éibar fuero de constitución el 5 de febrero de 1346 con el nombre de Villanueva de San Andrés de Heybar en la que mandó poblarla, cerrarla con muralla, torrearla, etc. No obstante, para entonces ya existía una realidad social asentada en torno a la iglesia de San Andrés. La concesión de la carta puebla vendría a modificar este núcleo de población que en adelante se sometería a una planificación individualizándola de su entorno y organizándola en casas y calles (Barrenkale, Elgetakale y Somera o de Txurio). Con este proceso de urbanización se fue creando un nuevo modelo jurídico autónomo en el que sus pobladores podían ejercer libremente sus actividades y organizar su concejo al margen del poder feudal. Antes de la fundación de la villa se creó el llamado Val de Ego para la gestión de las ferrerías asentadas en él.
A la par que las guerras de bandos y que las distintas invasiones de los franceses dejaban su impronta se fue desarrollando el auge de una industria que condicionará el devenir histórico de Éibar durante cuatro siglos. La industria armera se asentaba sobre una base gremial (cañonistas, cajeros, llaveros y aparajeros) que facilitaba la capacidad de producción y la especialización de la misma. De este modo, la monarquía castellana se apoyó en la infraestructura creada en el valle del Deba para obtener una gran cantidad de armas y hacer frente a sus necesidades. Así se formó una red de pequeños talleres familiares dedicados a la fabricación de escopetas, arcabuces, mosquetes y fusiles y unido a ellos una actividad comercial con numerosos mercados no sólo con la Península sino también con las colonias del Nuevo Mundo.

## Edad Contemporánea
Las revueltas populares de 1766 conocidas como Matxinada, debidas a la carestía de los cereales y de otros artículos de primera necesidad, afectaron a Éibar y a su entorno.
El 29 de agosto de 1794, durante la guerra de la Convención,  las tropas francesas arrasaron la ciudad. Fue incendiada la Casa Consistorial, las escuelas y parte de la Iglesia, además del derrumbe de 116 casas de distintos barrios y del arrabal. Unos días antes,  el 21 de agosto, cuando Irún y Fuenterrabía habían sido ya tomadas por los franceses y San Sebastián se había rendido, el ayuntamiento de Éibar acordó, separarse de Guipúzcoa y unirse a Vizcaya mientras durase la situación de guerra.
El 23 de junio de 1869 se firma el Pacto Federal de Eibar firmado por representantes de los Cuatro territorios vascos, previo al Pacto Nacional que reuniría a todos los republicanos federales españoles. Posteriormente los eibarreses recuerdan esa fecha con la celebración de la tamborrada, tal como lo hacen los donostiarras el 20 de enero. 
Las guerras carlistas dejaron también su impronta en una población fundamentalmente liberal que a finales del siglo XIX, el 6 de agosto de 1897, vive su primera huelga por motivos laborales en la fábrica que suministraba revólveres y escopetas a la Casa Quintana y Hermanos en México. Esta huelga sirvió de germen para que el socialismo arraigase en Éibar. 
El desarrollo industrial de Éibar en el siglo XIX queda reflejado en su evolución demografía, a mediados del siglo XVIII Éibar contaba con 1.500 habitantes y a finales del siglo XIX tenía más de 6500. 
Paralelamente, se fue extendiendo un sentimiento cooperativo, heredero del espíritu gremial y de sociedad de épocas pasadas. A pesar de haber existido a finales del siglo XIX algunos intentos bastante serios, es a raíz de una de las huelgas más largas y duras de 1920 cuando se funda ALFA como cooperativa obrera, impulsada por la Unión General de Trabajadores, materializándose así gran parte de los objetivos planteados en dicha huelga. Esta primera época del siglo XX fue de grandes dificultades debido a las fluctuaciones de los mercados internacionales y al control en el comercio de armas, principal industria del momento. No obstante, los logros sociales son importantes: el Sanatorio Antituberculoso, el Pabellón de Convalecientes, la Colonia de Arrate, los Centros Obreros, las Bibliotecas y la Escuela de Armería donde se formaron los alumnos que harán posible la transformación de la industria de Éibar, apartándola de su dedicación exclusiva a la producción de armas y convirtiéndola en una industria abierta a los productos manufacturados de la industria ligera metalúrgica.
El dinamismo político y social que se vivía en Éibar a comienzos del siglo XX y que culminó en la programación de la II república Española en 14 de abril de 1936 en la que Éibar tuvo un papel destacado dio lugar a hechos como los protagonizados por los obreros de Esperanza y Unceta en el otoño de 1913, cuando,  impulsada por el magnate Juan Tomás Gandarias para hacer de motor en la industrialización de Guernica y Luno, se trasladó a la villa foral  la empresa armera Esperanza y Unceta  con sus trabajadores y familias. La entrada de «Esperanza y Unceta» en Guernica se realizó mediante un traslado integral de la empresa, que incluyó el traslado de toda la plantilla desde Éibar a Guernica con un fuerte choque cultural y social. Los obreros eibarreses tenían una muy arraigada conciencia de clase y se identificaban con las ideas socialistas y del Movimiento obrero, mientras que la población de Guernica era socialmente conservadora y eminentemente rural, con una fuerte presencia de la religión católica. Este contraste se evidenció con la primera huelga que se produjo en el municipio entre septiembre y octubre de 1913, la conocida huelga de 1913, que terminó con la vuelta prácticamente de la totalidad de la plantilla de «Esperanza y Unceta» a Éibar.

### La llegada del ferrocarril

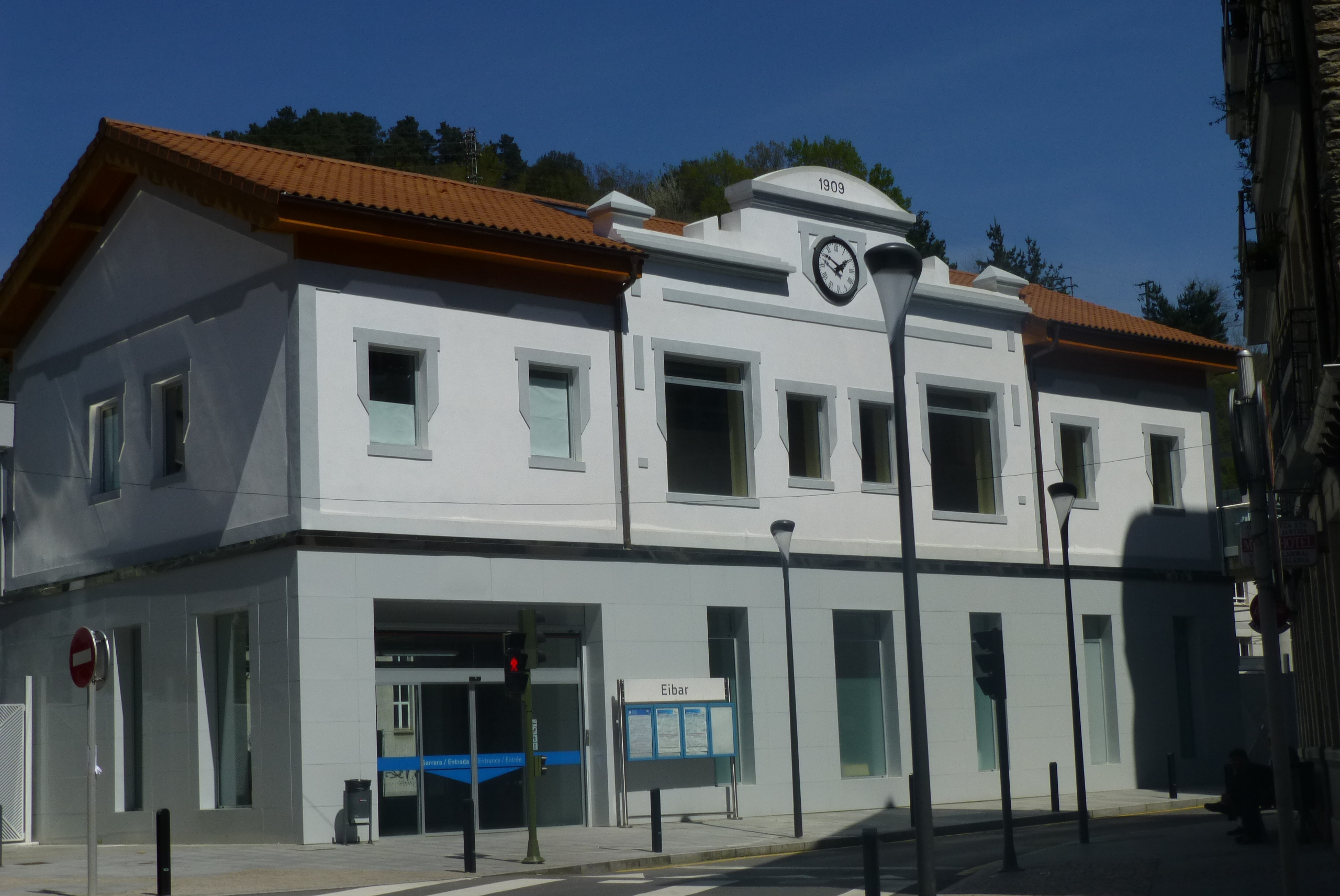
Estación del ferrocarril.

A finales del siglo XIX el núcleo urbano eibarrés se extiende hacia la parte baja del valle, hacia el arrabal de Arragüeta. Se construye la alhóndiga en el solar que deja libre el cementerio y se crea la plaza de Ibarrecruz y la calle de la estación. 
En 1883 el ayuntamiento, consciente de la importancia del ferrocarril para el desarrollo industrial y económico de la población, aprobó en pleno el 19 de octubre subvencionar con 250.000 pesetas a aquella empresa que hiciera pasar la línea de ferrocarril por la villa. También promovió reuniones de industriales y comerciantes para facilitar los capitales necesarios para la puesta en marcha de la línea ferroviaria.
En 1884 se acordó con los promotores de la línea ferroviaria Durango-Zumarraga, la "Compañía del Ferrocarril de Durango a Zumárraga", que se estableciera un apeadero en el barrio de Málzaga situado en el punto de desembocadura del río Ego en el río Deva, es decir en la unión de los valles del Ego y del Deva, este último paso histórico entre la costa y la meseta castellana. Este apeadero iba a ser una importante estación de cruce de líneas, cuando, pocos años después se construyera la línea Durango-Deva que acabaría uniendo las capitales de Vizcaya y Guipúzcoa y conformando la línea Bilbao-San Sebastián. La estación de Málzaga se comenzó a construir en 1885 y se inauguró en el año 1887.
En el punto kilométrico 24,920 de la línea férrea Durango Zumárraga se decidió construir la importante estación de Málzaga. Estación que serviría de unión entre los ramales principales de lo que sería la Compañía de Ferrocarriles Vacongados. Esta estación contaba con cuatro vías y dos andenes. En 1912 se construyó una estación de mercancías cerca de la de pasajeros, al otro lado del río Deva la cual contaba con cuatro vías de paso y una vía muerta con capacidad de albergar hasta 120 vagones de carga. Esta estación de carga estaba en el ramal hacía Vergara y la unión entre los ramales se realizaba con un triángulo de vías que facilitaba mucho las maniobras de las máquinas. Pronto se construyó un taller de mantenimiento de trenes (en 1914) y en 1925 se levantaron viviendas para los trabajadores que fue ampliado en 1942.
El 13 de marzo de 1929 se inaugura la capilla de San Rafael (que sería reinaugurada en 1942), construida por la compañía férrea para completar las instalaciones de Málzaga.
A raíz del cierre de la línea del Ferrocarril Vasco-Navarro comienza la decadencia de esta estación que acabaría con el abandono definitivo de sus instalaciones pasando a se un mero apeadero en 1990.
El 17 de septiembre de 1887 la reina María Cristina de Habsburgo y Lorena inaugura las instalaciones ferroviarias eibarresas. Estas instalaciones, situadas en el mismo lugar que años después ocuparía la actual estación, estaba situadas en el punto kilométrico 18,470 de la línea Durango Zumárraga y estaban conformadas por el edificio de atención de viajeros, el almacén de mercancías y ander, así como una vía de apartadero. En el edificio principal se ubicaba el telégrafo y la casa del jefe de estación. 
En 1908 el ayuntamiento de Éibar llega a un acuerdo con la compañía ferroviaria Ferrocarriles Vascongados para la remodelación de la estación urbana de la villa. Se levanta un segundo piso donde se ubican dos viviendas y se amplia el espacio destinado a los viajeros, construyéndose un despacho para la gestión de mercancías en régimen de Gran Velocidad. También se cubre el arden con una marquesina. La nueva estación se inauguró en 1909 y fue la "puerta de entrada" a Éibar por mucho tiempo.
Una nueva ampliación se realizó en 1919 con la construcción de una vía de apartadero para dar servicio a la empresa Orbea y en 1935 se construye otro andén para viajeros. Como toda el área urbana la estación fue objetivo de guerra durante la guerra civil sufriendo muchos desperfectos por los bombardeos. En 1941, una vez finalizada la contienda, se realizan obras de mejora añadiendo una vía más y cubriendo los andenes con sendas marquesinas. No habría más reformas hasta 1980 cuando el almacén de mercancías es cedido al obispado de san Sebastián para convertirlo en iglesia y en la década siguiente las reformas necesarias para la adaptación de las instalaciones a las nuevas exigencias del tráfico de viajeros y la desaparición del tráfico de mercancías. 
El entorno de la estación se vio alterado por la construcción de la circunvalación de la carretera N-634 la cual tiene una salida que ocupó el espacio de algunas vías de apartamiento que estaban antiguamente destinadas a la carga y descarga de mercancías.
En el año 1905 se construye el apeadero de Ardanza que se sitúa en el punto kilométrico 17,720 que surge como servicio de mercancías para la empresa Marcos Muñuz. En 1914 el ayuntamiento eibarrés solicita la apertura del apeadero a los viajeros que se reubica en el punto kilométrico 17,728 y se inaugura el 8 de enero de 1924. Se cerró al tráfico en 1937 y no se abrió hasta el 29 de octubre de 1951. En 1960 se remodela dotándolo de taquilla y edificio de pasajeros. El 22 de octubre de 2008 comienzan obras de reforma que lo cambian totalmente.
El 29 de septiembre de 1989 se establece un servicio de ferrocarril metropolitano entre las poblaciones de Ermua y Éibar. Este servicio se denomina "tranvía" y para el mismo se abren varias estaciones, estas son:
- Unibersitatea, en el punto kilométrico 46,700 de la línea Bilbao San Sebastián.
- Amaña, en el punto kilométrico 47,500 de la línea Bilbao San Sebastián.
- Azitain, en el punto kilométrico 49,543 de la línea Bilbao San Sebastián.[6]

## La Segunda República

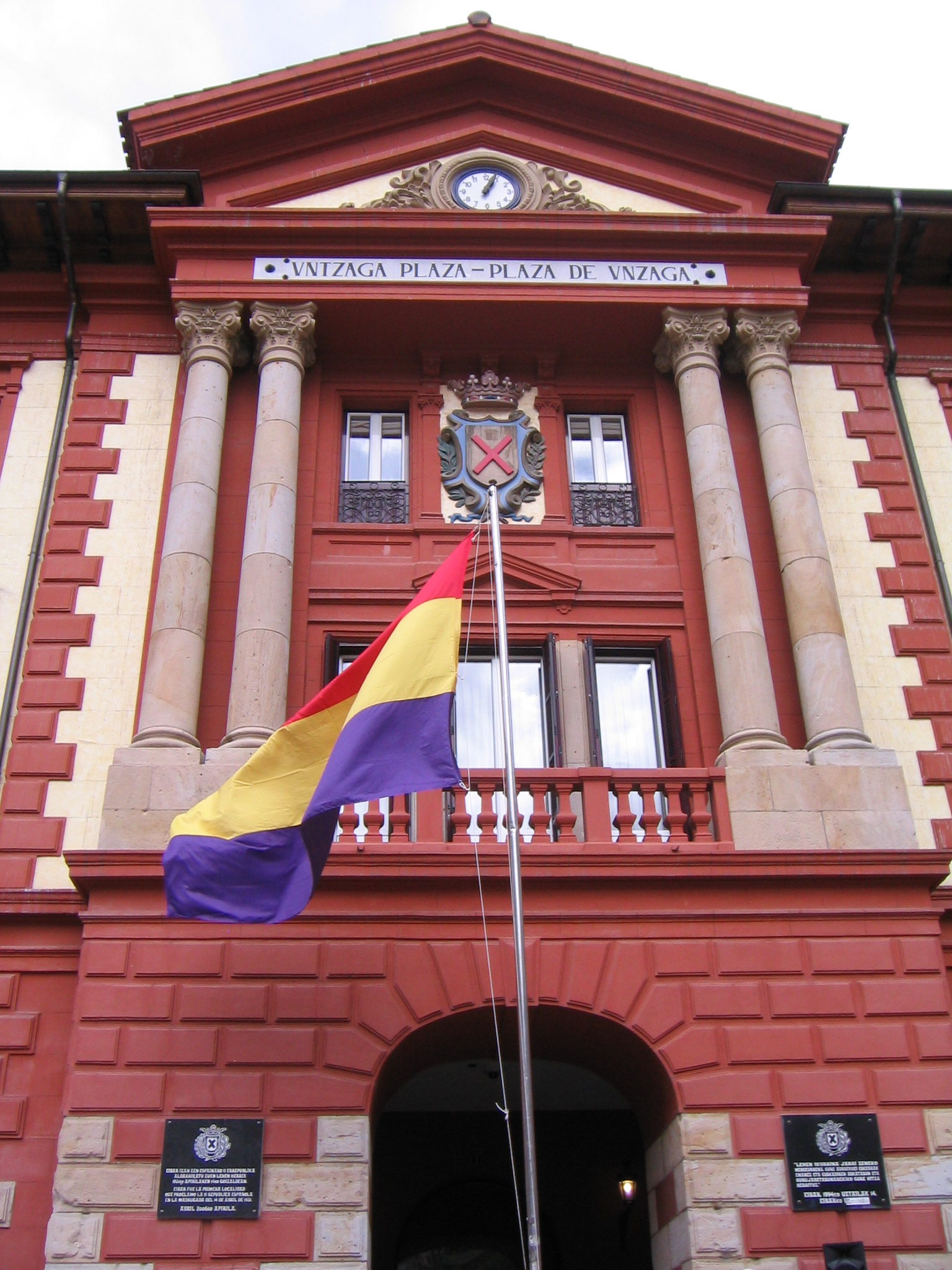
Bandera republicana izada en el 77 aniversario de la proclamación de la República en Éibar.

La madrugada del martes 14 de abril de 1931, a las seis y media de la mañana, la corporación municipal recién elegida en las elecciones del domingo (10 concejales socialistas, 8 republicanos y 1 del PNV) proclamó en Éibar la Segunda República. La bandera tricolor fue izada por el concejal más joven de la recién elegida corporación, Mateo Careaga, que era miembro del Grupo de Acción Republicana. No fue hasta las cinco de aquella tarde cuando otras ciudades españolas siguieron el ejemplo de Éibar. Este hecho suponía una profunda transformación de la distribución del poder ya que por primera vez accedieron a él las clases medias y los trabajadores. Cuando se confirmó la proclamación en Barcelona, el pueblo se concentró frente al Ayuntamiento para retirar la placa con el nombre de Plaza de Alfonso XIII y colocar la nueva placa de Plaza de la República, improvisada en cartón. 
El escritor Toribio Echeverría redacta, en su libro Viaje por el país de los recuerdos (ISBN 84-89696-38-1) la proclamación de la Segunda República en Éibar de esta forma:

...y antes de las seis de la mañana habíase congregado el pueblo en la plaza que se iba a llamar de la República, y los concejales electos del domingo, por su parte, habiéndose presentado en la Casa Consistorial con la intención de hacer valer su investidura desde aquel instante, se constituyeron en sesión solemne, acordando por unanimidad proclamar la República. Acto seguido fue izada la bandera tricolor en el balcón central del ayuntamiento, y Juan de los Toyos dio cuenta desde él al pueblo congregado, que a partir de aquella hora los españoles estábamos viviendo en República. (Toribio Echeverría, Viaje por el país de los recuerdos)

El 3 de mayo la acción de la proclamación republicana que había convertido a Éibar en el punto de partida para el resto de España sirvió para que se oficializara, con la asistencia de importantes personalidades políticas, sociales y culturales el cambio del título de noble y leal villa por el de Muy Ejemplar Ciudad. 

Éibar recibe título Muy Ejemplar Ciudad por la valentía y arrojo mostrados por sus ciudadanos al ser la primera ciudad en proclamar la II república. Al acto institucional, celebrado ayer, día 3 de mayo de 1931, en la majestuosa casa consistorial eibarresa, acudieron ilustres personalidades de la vida política y cultural, destacando los señores D. Indalecio Prieto, Ministro de Hacienda, D. Miguel de Unamuno, presidente del Consejo de Instrucción Pública, y el capitán general de la primera región militar Queipo de Llano. Presidió la entrega del título el excelentísimo alcalde D. Alejandro Tellería.

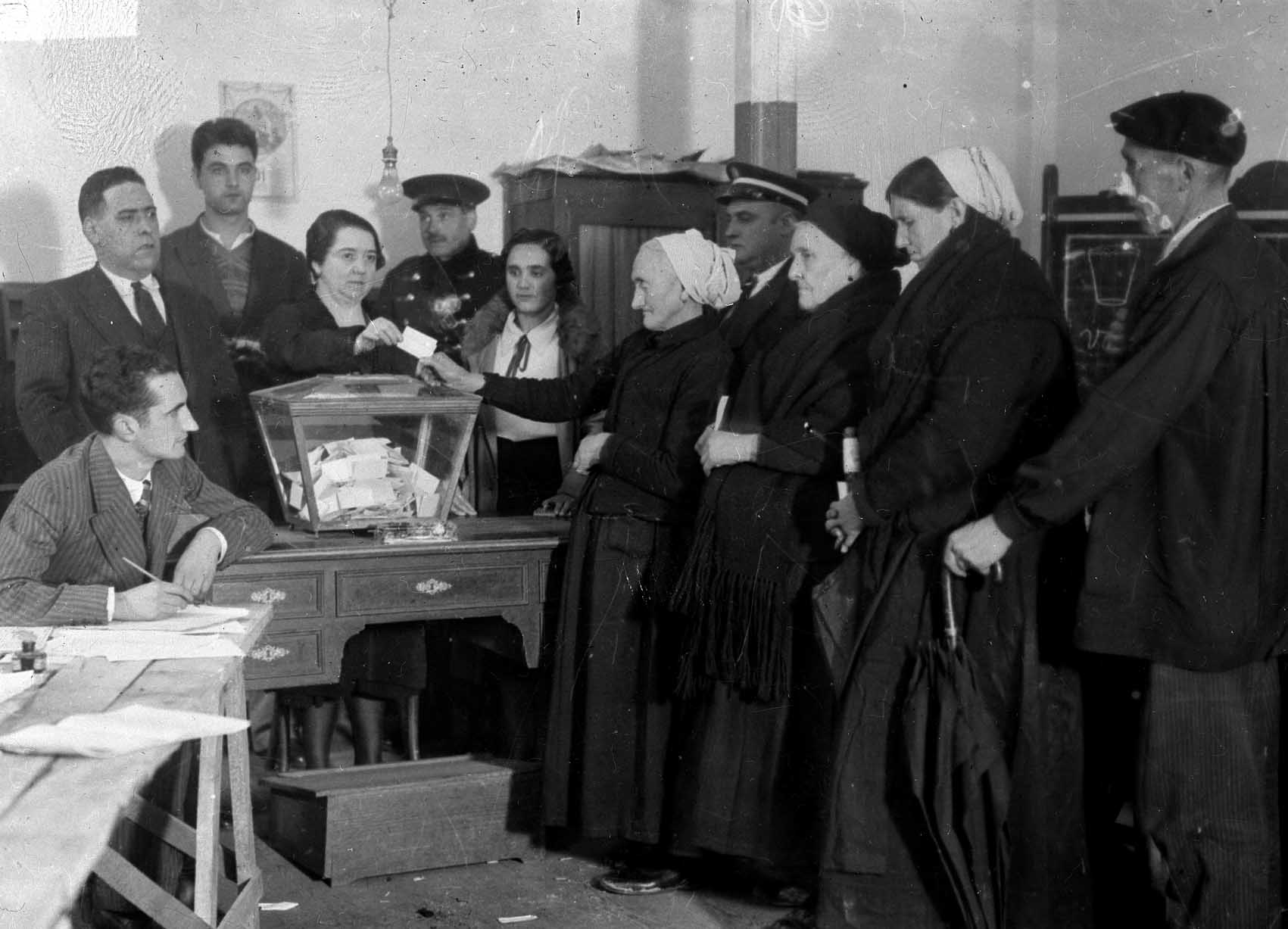
Referéndum autonómico del 5 de noviembre de 1933 en Éibar, primera vez que la mujer puede votar, en el resto de España lo hicieron en las elecciones generales del 19 de noviembre de 1933. Foto realizada por Indalecio Ojanguren.

La revolución de octubre de 1934 tuvo gran incidencia en la ciudad. La trayectoria progresista de sus habitantes, reflejada en los resultados de las urnas, llevaron a que el día 5 de octubre salieran a las calles eibarresas más de 400 ciudadanos con el objetivo de hacerse con el control de la ciudad. En los disturbios hubo 7 muertos (4 insurrectos, un paisano, un guardia de asalto y un industrial) entre los que se encontraba el industrial carlista Carlos Larrañaga. Fueron detenidas más de 300 personas de las cuales, en 1936, 172 se enfrentaron a un consejo de guerra. Todos quedaron en libertad tras la amnistía de febrero de 1936, después de que el Frente Popular consiguiera la victoria en las urnas.
- Acta de proclamación de la República en Éibar.

## La Guerra Civil

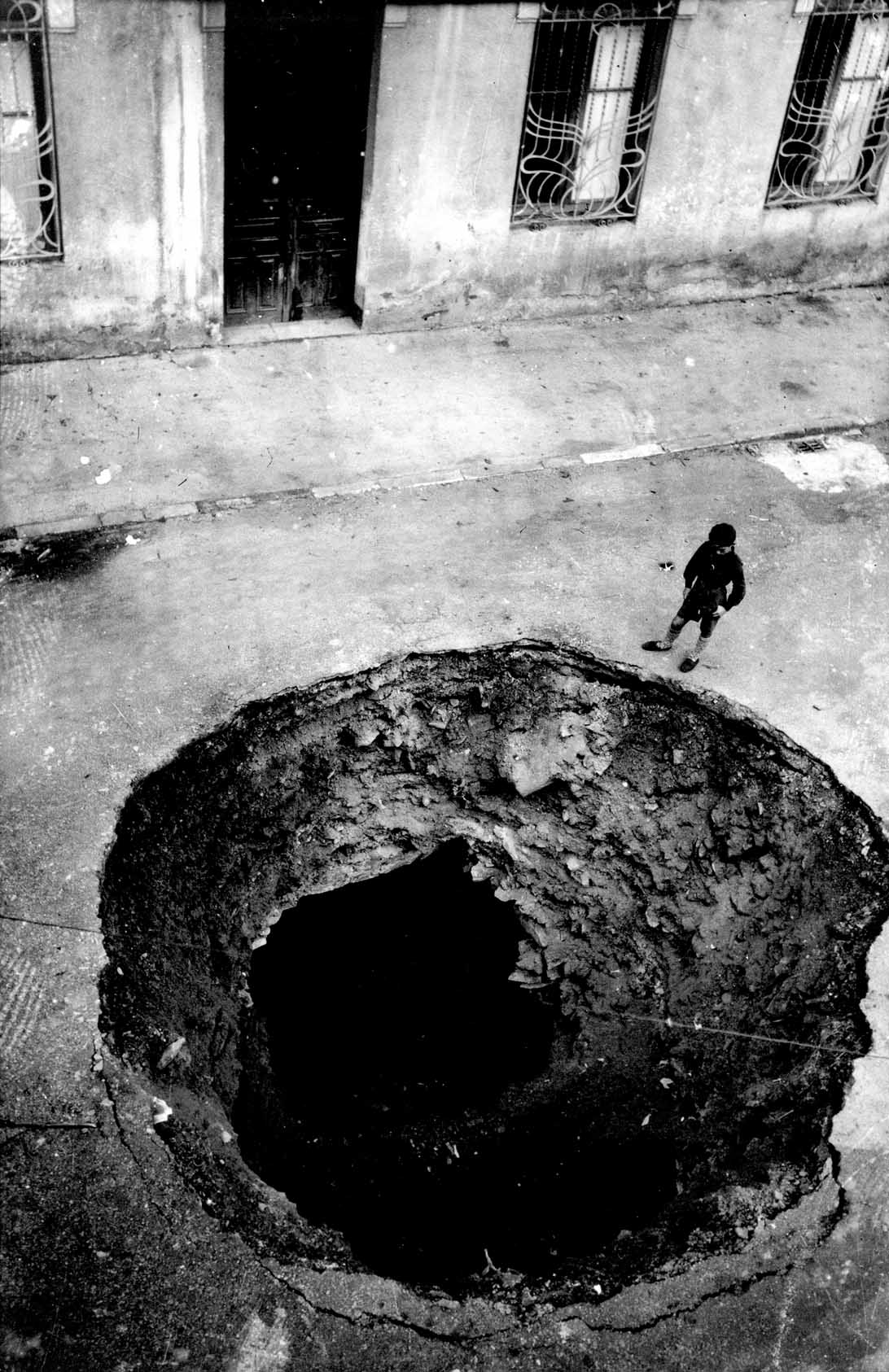
Posible agujero fruto de la bomba que impactó en la Calle O´Donnell (actual calle Ego-gain) y que provocó la muerte de 60 personas.

El 18 de julio de 1936 se produce una sublevación de parte del ejército español encabezada por el general Mola y Franco. El intento de golpe de Estado fracasa y da comienzo una guerra que se prolongó por tres años. En Éibar las fuerzas de orden público se mantienen fieles a la República, se conforma un batallón de milicianos que salen para San Sebastián, donde las fuerzas militares de la ciudad se han sumado al golpe militar, logrando mantener la plaza bajo la legalidad de la República. 
En la primera semana de la sublevación, los facciosos organizan en Navarra 8 columnas, de mayoría requeté, con unidades de falangistas y del ejército regular, que avanzan hacia Guipúzcoa. El 5 de agosto, tres de ellas se dirigen a cortar la frontera con Francia con el objetivo de tomar los puestos fronterizos y aislar de esa forma a la República de uno de sus puntos de comunicación y entrada de suministros. El 26 de agosto llegan al castillo de San Marcial en Irún.
El 21 de septiembre  las tropas insurrectas ocupan Elgóibar y Karakate, unos días después, el 26, se hacen con las cimas de Kalamua, Arrate y Akondia en cuya ladera se establece la defensa republicana. Esa posición del frente permanecería sin cambios hasta la primavera del año siguiente. El 26 de abril de 1937 los insurrectos entran en la ciudad.
En el ataque, junto con las tropas sublevadas, tienen especial relevancia los batallones de requetés navarros entre el que destaca el Tercio de Lacar y el Tercio de Lesaca a los que se les habían unido partidarios carlistas y monárquicos de los pueblos guipuzcoanos. Por parte de los leales a la legalidad de la República, se conforma el Batallón Amuategui compuesto por milicianos del Frente Popular, en su mayoría socialistas eibarreses.
Durante el tiempo en el que Éibar se mantuvo en primera línea de fuego la población civil fue evacuada y las fábricas fueron intervenidas para montar los talleres de pertrechos de guerra, fundamentalmente armas y munición, con maquinaria y obreros especializados de las mismas en los alrededores de la capital vizcaína, Bilbao.
Desde la cumbres de los montes que estaban en manos de los facciosos se bombardeaba, prácticamente a diario, todo el casco urbano hasta el día de su caída el 26 de abril de 1937. En los siete meses que se mantuvo en el frente de guerra recibió quince acciones de bombardeo aéreo, la primera de ellas se realizó el 28 de agosto de 1936 y la última el día antes de su toma. Los bombardeos aéreos se agruparon en dos periodos, entre el 28 de agosto hasta el 23 de noviembre, en el marco de la ofensiva de toma de Guipúzcoa, se realizaron 12 acciones y entre el 22 de abril al 25 del mismo mes, en el ataque de la ruptura del frente, 4 acciones.
En la toma de la ciudad se produjo un gran incendio que arrasó la mitad de la misma, desde la plaza de Ibarrecruz hasta la iglesia de San Andrés. El incendio fue provocado por un lado por las bombas de los atacantes y por otro por un comando de los defensores que quería destruir lo poco útil que pudiera quedar, lo que dio pie a  afirmar a algunos autores como Peter Kemp que Éibar quedaba destruida por las tropas republicanas al ser abandonada en su huida ante la presencia de tropas nacionales., de todas formas las causas precisas del mismo no están aclaradas existiendo ambas hipótesis sobre su autoría. La prensa fascista publicó, al igual que hizo luego con Guernica, que fueron los defensores los que prendieron fuego a la ciudad, mientras que los órganos de expresión de los republicanos acusaban del fuego a los bombardeos de los atacantes. 
En 2007 se publica el libro La Guerra Civil en Eibar y Elgeta, escrito por Jesús Gutiérrez donde explica estos bombardeos. La víspera de la caída de Éibar en manos de los fascistas la aviación alemana e italiana bombardean la carretera Éibar-Durango. Por parte alemana se usan aparatos Jagdgruppe J/88: cazas Heinkel He 51 y Kampfgruppe K/88: bombarderos Junkers Ju 52. La aviación italiana también participa en esta acción donde arroja 21 bombas de 100 kg y 103 bombas de 50 kg. A la caída en manos de los sublevados, solo se hallaban en la entonces todavía ciudad, unas 150 personas. De 488 edificios que había entonces en el casco urbano 156 se encontraban totalmente destruidos y 101 lo estaban parcialmente, de 1750 viviendas 840 habían desaparecido.
Con la destrucción de la guerra y el incendio cambió la fisonomía de Éibar. El 8 de octubre de 1940, la Dirección General de Regiones Devastadas aprobó el proyecto de urbanización, donde se incluía la cobertura del río Ego para aprovechar en mayor medida el suelo y la construcción de la Plaza del Mercado reconstruyendo de nueva planta todo el núcleo urbano.

### La tregua de Kalamua
El 24 de diciembre de 1936, el día de Nochebuena, el frente estaba ya estabilizado en el entorno de Éibar. La cordal Kalamua-Akondia estaba ocupada por las tropas del requetéde la 3.ª Compañía del  Tercio de Lácar mientras que los milicianos del PSOE y de la UGT se situaban en la ladera de la parte eibarresa. En la parte defensora de la república se hallaba José Goñi Urriza, periodista navarro que trabajaban en aquel entonces para el periódico "La Lucha de Clases" y relevante militante socialista, que fue el que fotografió y realizó la publicación que editó su periódico el 26 de diciembre de 1936. Los capitanes de ambos lados del frente, en la parte del requeté un tal Ureta y en la parte de la república un tal Centeno eran amigos acordaron un alto el fuego con intercambio y saludos el día de Nochebuena.
Tras el grito de "alto el fuego" los soldados salieron de las trincheras sentándose en los parapetos frente a frente saludándose. Goñi entabló el siguiente diálogo 

-«Requetéeeees…

-Quéeee…

-¿Hay algún navarro?

-Sí, casi todos

-¿Y alguno de Pamplona?

-Sí, muchos

-Os habla Goñi

-¿Quién, Pepe?

-Sí

-Aquí hay unos que te conocen».

Intercambiaron prensa, comentarios y cartas volviendo seguidamente a sus puestos, siguiendo la guerra.

## Postguerra y desarrollo

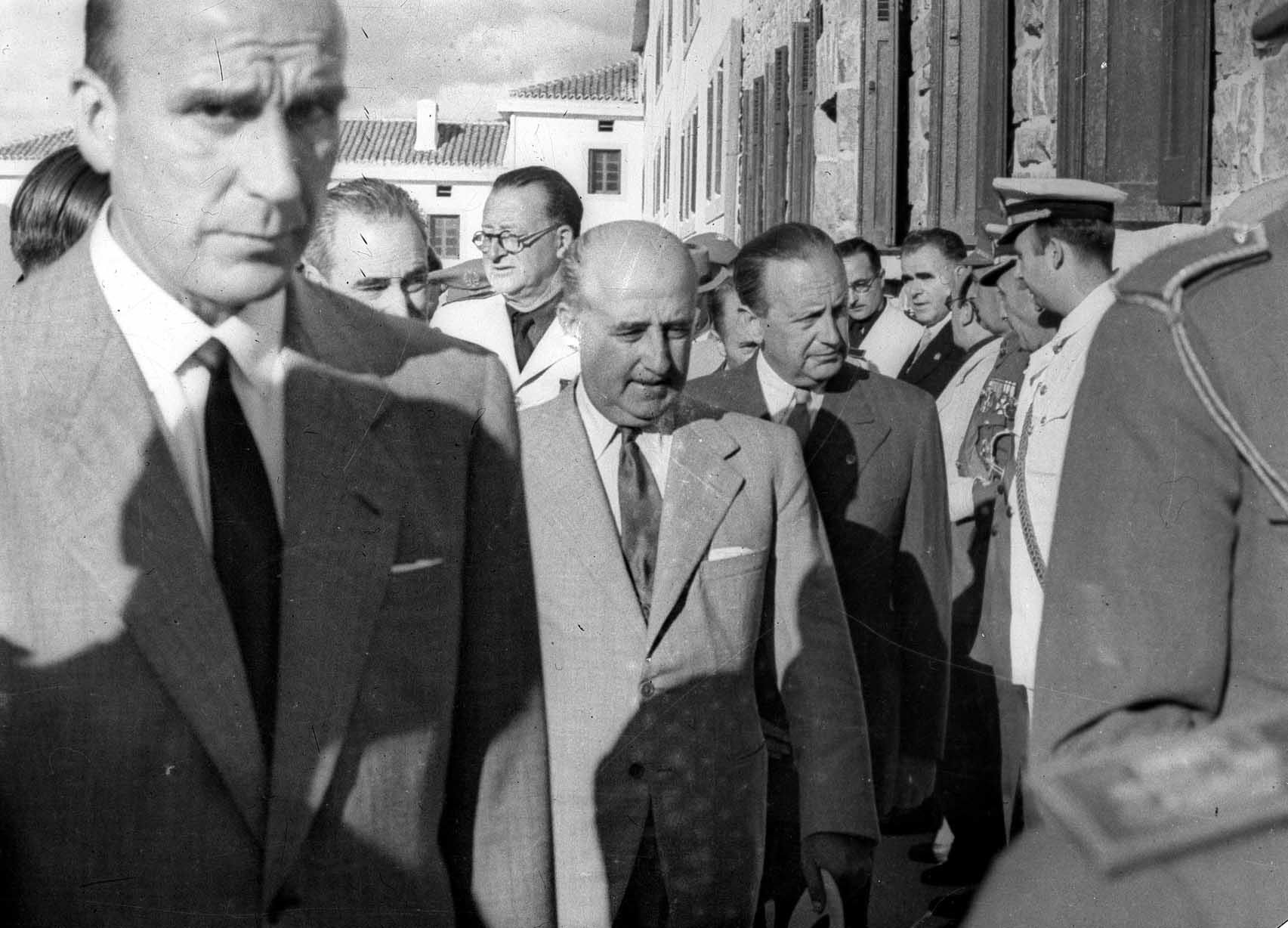
Visita de Franco a Éibar en 1949.

A pesar de las dificultades, Éibar se adapta a los nuevos tiempos y diversifica su industria (bicicletas, ciclomotores, piezas para automóviles, aparatos de uso doméstico...), a lo que hay que añadir un potente fenómeno de inmigración, atraído por esta pujante actividad industrial, que hace crecer su población hasta un 100% en los años 60 con un desarrollo urbanístico muy desordenado donde se realizan edificaciones de gran altura, como la torre de Untzaga, y se comparte el espacio residencial con el industrial, talleres y viviendas llegan a compartir un mismos edificio, creando una curiosa mezcolanza urbanística que sería objeto de estudios posteriores. 
La guerra dejó en Éibar 140 edificios totalmente destruidos y grandes daños en infraestructuras principalmente en la zona central alrededor de la iglesia de San Andrés.  La reconstrucción la realiza Servicio Nacional de Regiones Devastadas y Reparaciones entre 1937 y 1957. Se basó en ganar espacio urbano cubriendo el río Ego y realizando vías de nuevo trazado en la zona devastada. Se crearon dos calles paralelas con sentidos diferentes. El proyecto de la nueva urbanización se realizó para una población de 24.000 habitantes. Se respetó la singularidad de la mezcolanza de industria y vivienda, aunque se designaron dos zonas industriales, ubicadas en cada entrada a la población. Se construyeron barrios enteros de viviendas con un estilo que se denominó «el Falangismo de piedra y cemento, con una arquitectura y ciudad al servicio de un nuevo Estado», entre las que se encontraba la urbanización "Carlos Larrañaga" que fue inaugurada por Francisco Franco.  Se atendieron las necesidades de ocio, educación, cultura y deportes construyéndose, en la escombrera donde se habían depositado los escombros de los edificios destruidos, el nuevo campo deportivo, se reservó terreno de expansión para la Escuela de Armería.
En los años 50 se realiza una reordenación del uso del suelo que es continuación de la labor que Servicio Nacional de Regiones Devastadas y Reparaciones había desarrollado para la reconstrucción de la villa después de la guerra. Aun así las dificultades para la obtención de terrenos tanto para la industria como para la vivienda son grandes. La cubrición del río Ego sirve para dar solución en muchos caso a la escasez de suelo. Son numerosas fábricas y talleres los que se construyen sobre el cauce cubierto del río. La vivienda, cuya necesidad viene aguciada por la gran cantidad de trabajadores que llegan a Éibar procedentes de otros lugares de España, se intenta solventar con la construcción de urbanizaciones de casas protegidas, aun así no se llega a cubrir la gran demanda convirtiéndose la vecina Ermua y el barrio San Lorenzo de Zaldivar, que se sitúa entre Ermua y Éibar, una expansión de Éibar conformando un área urbana continua.
El arquitecto municipal Hermenegildo Bracons Huguet, que ocupó el puesto desde el 5 de octubre de 1957 hasta el año 1968 fue el artífice del Plan General de Ordenación de Éibar de 1959 que se desarrolló mediante planes parciales. El primer plan fue pensado para una población de 36.000 habitantes pero ya se preveía una población de 56.000 almas. Para dar solución a ese crecimiento se diseñó un plan de creación de 2.296 viviendas en la parte este de la ciudad. No se llegaron a construir todas las viviendas por diferentes problemas,e especial de expropiación. Dentro de los proyectos de esa época esta el de la Universidad Laboral.

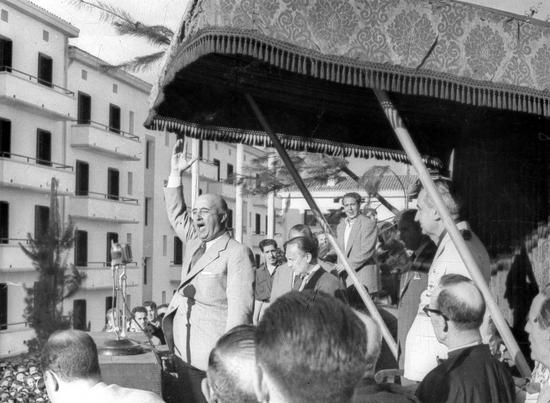
Franco dando un discurso en Éibar en 1949.

El éxodo industrial tiene su máxima expresión en el año 1972 8.000 trabajadores abandonan Éibar al desplazarse sus fábricas a otras localidades. Ese año 68 industrias abandonan la población ubicándose en Abadiño, Durango y Ermua en Vizcaya y en Navarra y Burgos. En realidad el éxodo industrial había empezado en el año 1948 cuando la industria "Camas Astaburuaga" casi 10 años después, en 1959 la fábrica de bicicletas BH se traslada a Vitoria le seguirían años después varias importantes fábricas, como Fresadoras Correa a Burgos, Carbureibar y G.A.C. a Abadiño y un largo etc van abandonando el congestionado valle del Ego para buscar terrenos más aptos para sus talleres.
La situación de desarrollo industrial toca fondo en los años 1982-1983 con la crisis del petrolea que había comenzado en 1973. La crisis del petróleo, el cambio de sistema político, el proteccionismo industrial con el que contaban algunas empresas y la falta de nuevas tecnologías y la falta de espacio para la expansión de las empresas (el valle del río Ego es muy estrecho y cualquier actuación precisa de grandes y caros desmontes y de un desarrollo vertical que no es muy comómodo para las industrias), provocan una crisis que hace su población comience un notable descenso demográfico.

## sigloXXI
En los años finales del siglo XX y primeros del XXI se comienza a recuperar la situación económica y empresarial con una notable recuperación en diversos sectores como la automoción, máquina herramienta y las industrias de transformación, perviviendo junto a ellas otras artesanales que entroncan con el pasado más lejano de la historia de la ciudad, como la elaboración de escopetas finas de caza y el damasquinado. La recuperación industrial logra frenar la caída demográfica pero no cambiar su signo. Se produce un gran avance urbanístico reordenando el uso del suelo y estableciendo una política de separación de industria y residencia. Se establecen polígonos industriales que acogen las fábricas que estaban en el casco urbano y esos terrenos se usan para la construcción de viviendas y equipamiento deportivo y de esparcimiento. Se desarrolla un plan de accesibilidad que proporciona accesos mecánicos, escaleras automáticas y ascensores, a todos los puntos con dificultades de acceso debido a las grandes pendientes.

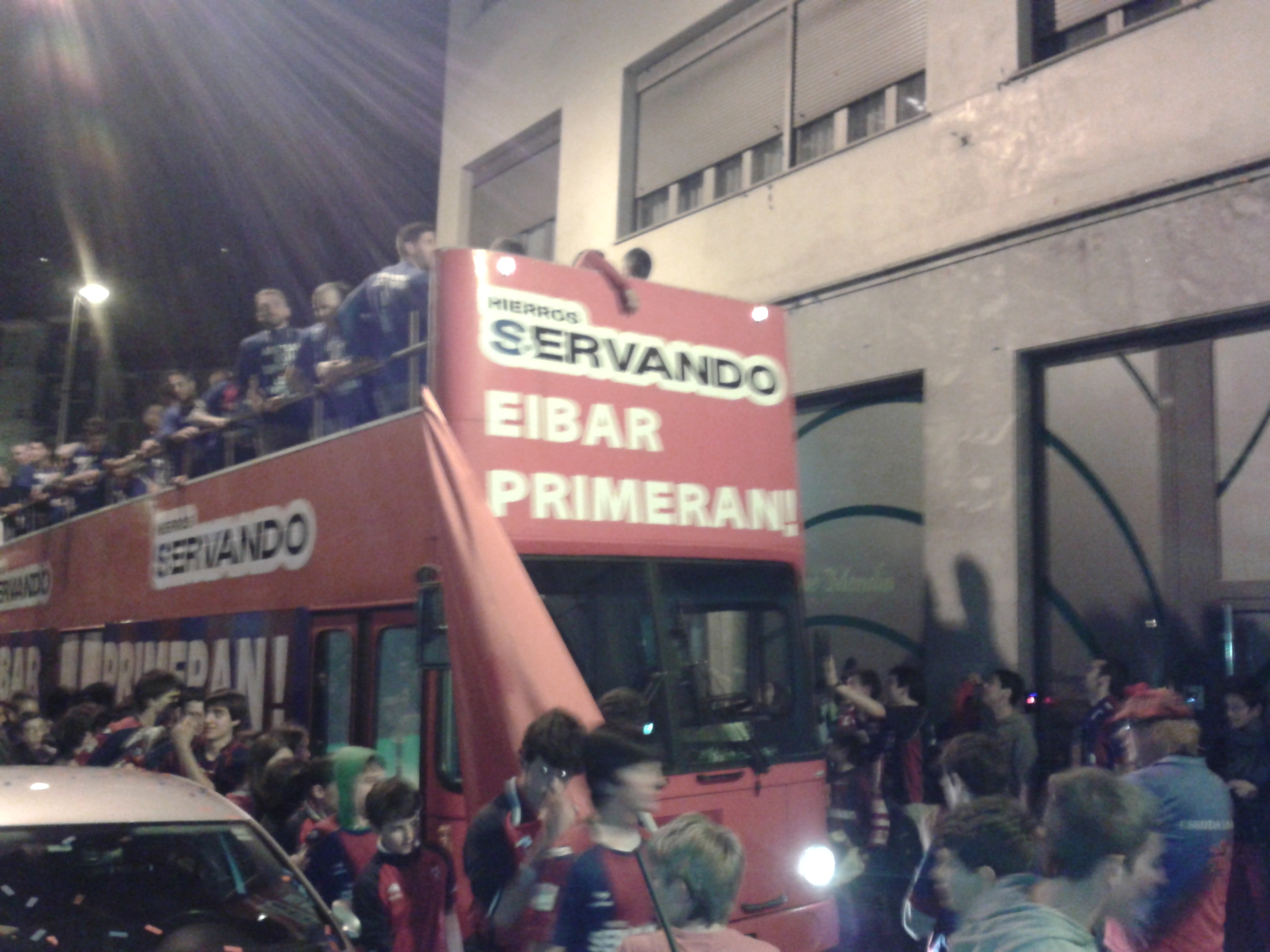
Fiesta de ascenso a la Primera División con un presupuesto de tan sólo 4M €

El 30 de mayo de 2014 el pueblo se echa a la calle para celebrar el ascenso histórico de la SD Eibar a la máxima categoría de la liga española.

## Sucesos trágicos

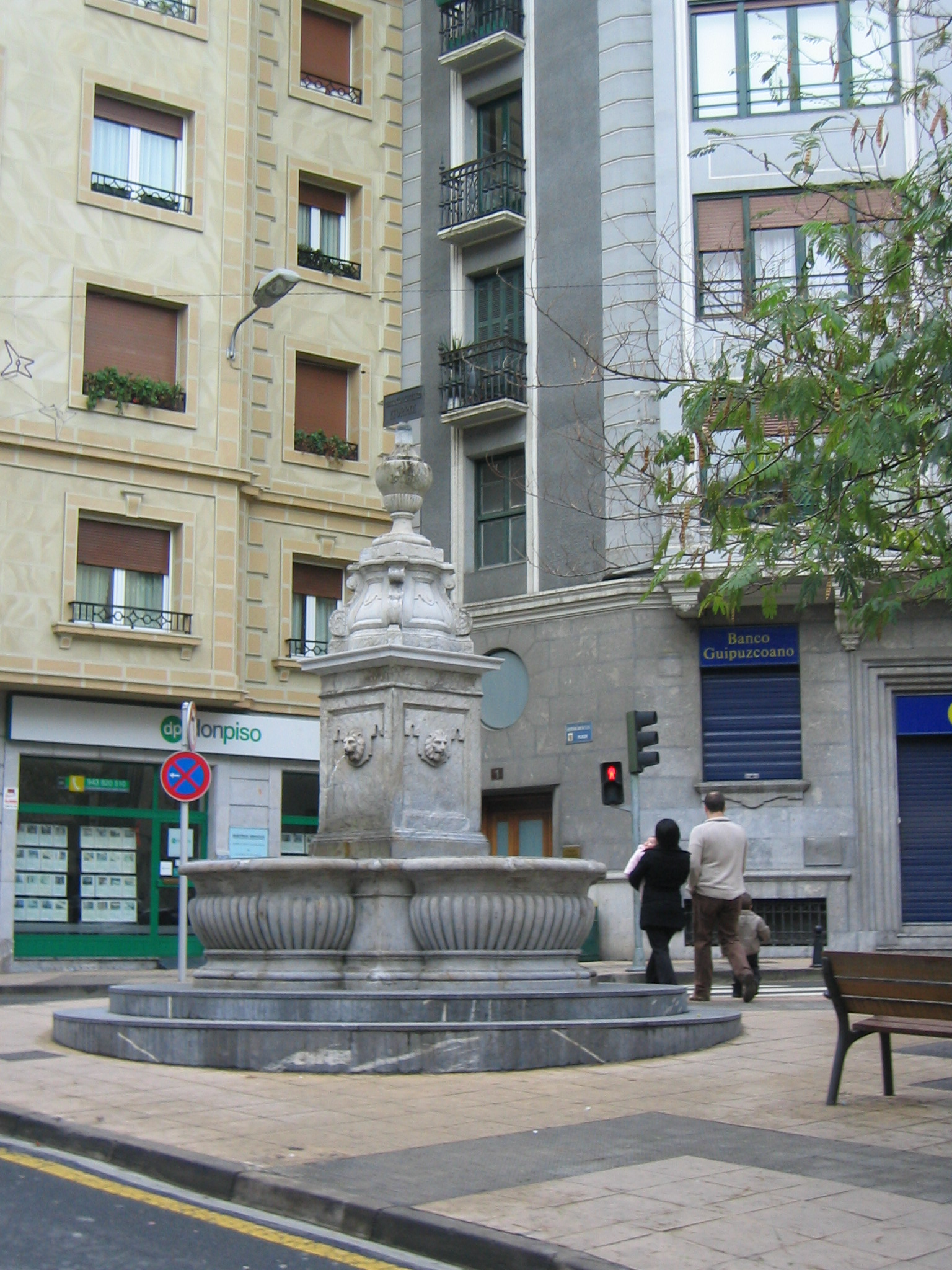
Fuente de Ibarrecruz.

- El 29 de agosto de 1794, durante la Guerra de la Convención la población es arrasada y quemada por las tropas francesas.
- En 1936-1937, durante la guerra civil española es destrucción del núcleo urbano por acciones de guerra.
- El 8 de diciembre de 1970 Muere asesinado por una bala disparada por la Guardia Civil, cuatro días antes, el joven Roberto Pérez Jauregi, que participaba en una manifestación, durante el Proceso de Burgos.
- El 12 de junio de 1976 Es asesinado por un Guardia Civil, fuera de servicio y vestido de paisano, el joven Alberto Soliño Mazas, cuando salía de una discoteca tras celebrarse el III Certamen de la Canción Vasca en Éibar.
- El 4 de agosto de 1979 ETA asesina el Guardia Civil Juan Tauste Sánchez.
- El 16 de febrero de 1980, es asesinado el Guardia Civil Juan García León, natural de Málaga.
- El 2 de agosto de 1980 es asesinado el soldador Mario González Blasco.
- El 7 de octubre de 1980 es asesinado por ETA el estanquero falangista Carlos García Fernández.[16]
- El 6 de noviembre de 1980 son asesinados el Policía Nacional Alberto Lisalde Ramos y el peluquero Sotero Mazo Figueras.
- El 17 de noviembre de 1980 aparecía en Éibar el cuerpo de Alfredo Ramos Vázquez secuestrado días antes en Baracaldo.
- El 11 de diciembre de 1980 es asesinado el Cuerpo Superior de Policía José Javier Moreno Castro.
- El 14 de mayo de 1982 es asesinado el taxista Antonio Huegún Aguirre.[17]
- El 25 de agosto de 1983 Éibar es sorprendida por una gran tromba de agua que inundó todo el municipio.[18]
- El 18 de diciembre de 1988 un coche-bomba al paso de un furgón policial hace explosión en los aledaños del Estadio Municipal de Ipurúa en las horas previas al encuentro de la SD Eibar y  el Sabadell CF.[19]
- El 29 de octubre de 1993, ETA libera en las campas de Arrate al empresario Julio Iglesias Zamora después de 116 días secuestrado.
- El 27 de febrero de 1995 descarrila el Euskotren a la altura del barrio de Azitain falleciendo 5 personas y 33 resultaron heridas.[20]
- El 10 de abril de 1998, Miguel Ángel Blanco es secuestrado por ETA en el trayecto de tren desde Ermua hasta Éibar donde trabajaba.
- El 9 de abril de 2010 un accidente a la altura de Elgoibar dirección Éibar acaba con la vida de 4 jóvenes menores de 20 años vecinos de la villa armera. Además el domingo anterior otra joven de la localidad perdía la vida en Marruecos por todo ello la ciudad decretó un día de Luto Oficial.[21]